# Tuloskylten

Tuloskylten (Tag alltid Tulo) är en ljusreklam för halstabletten Tulo på den så kallade Thulefastigheten invid S:t Eriksbron på Kungsholmen i Stockholm.

## Historik

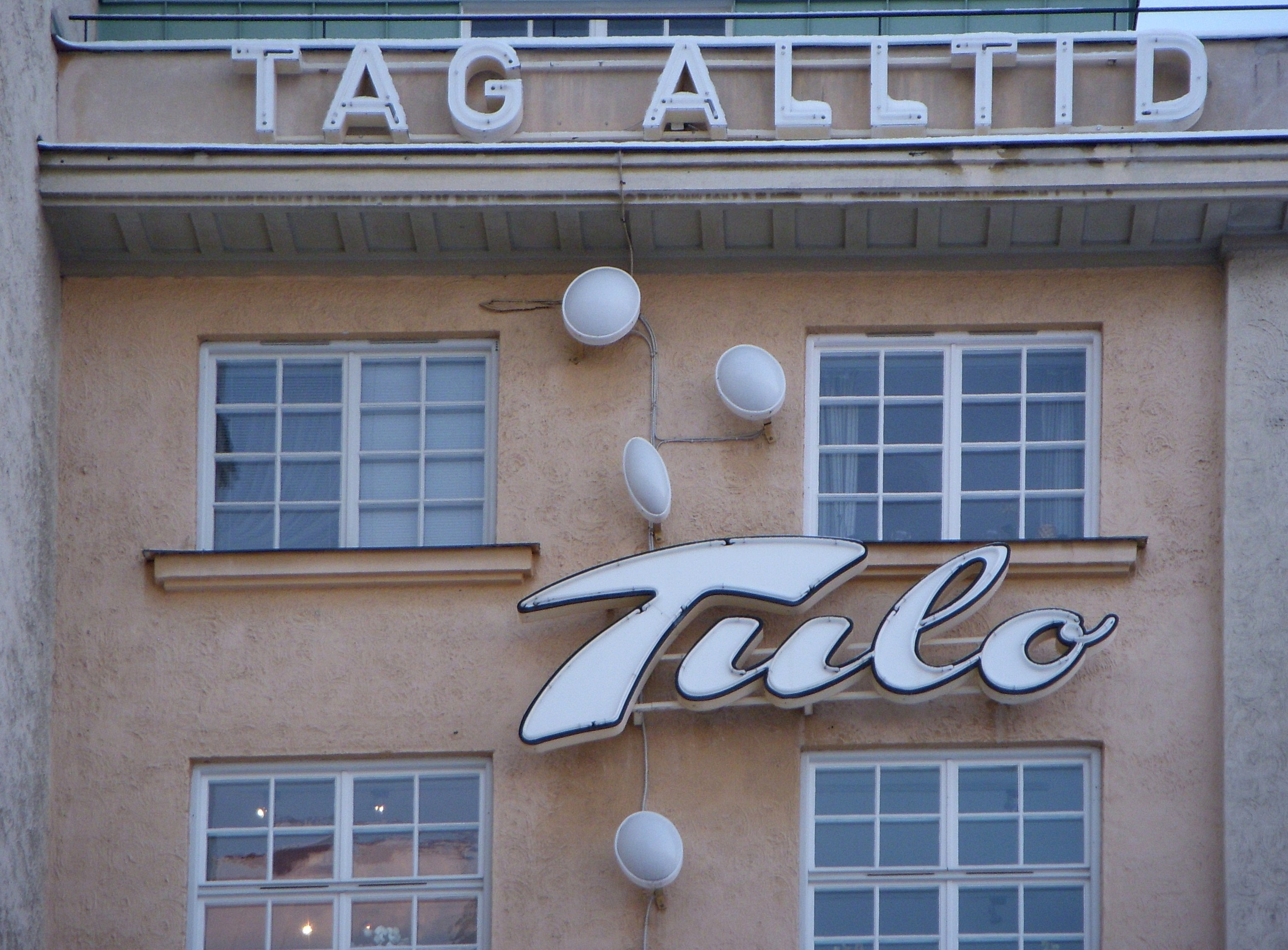
Tuloskylten dagtid 2010.

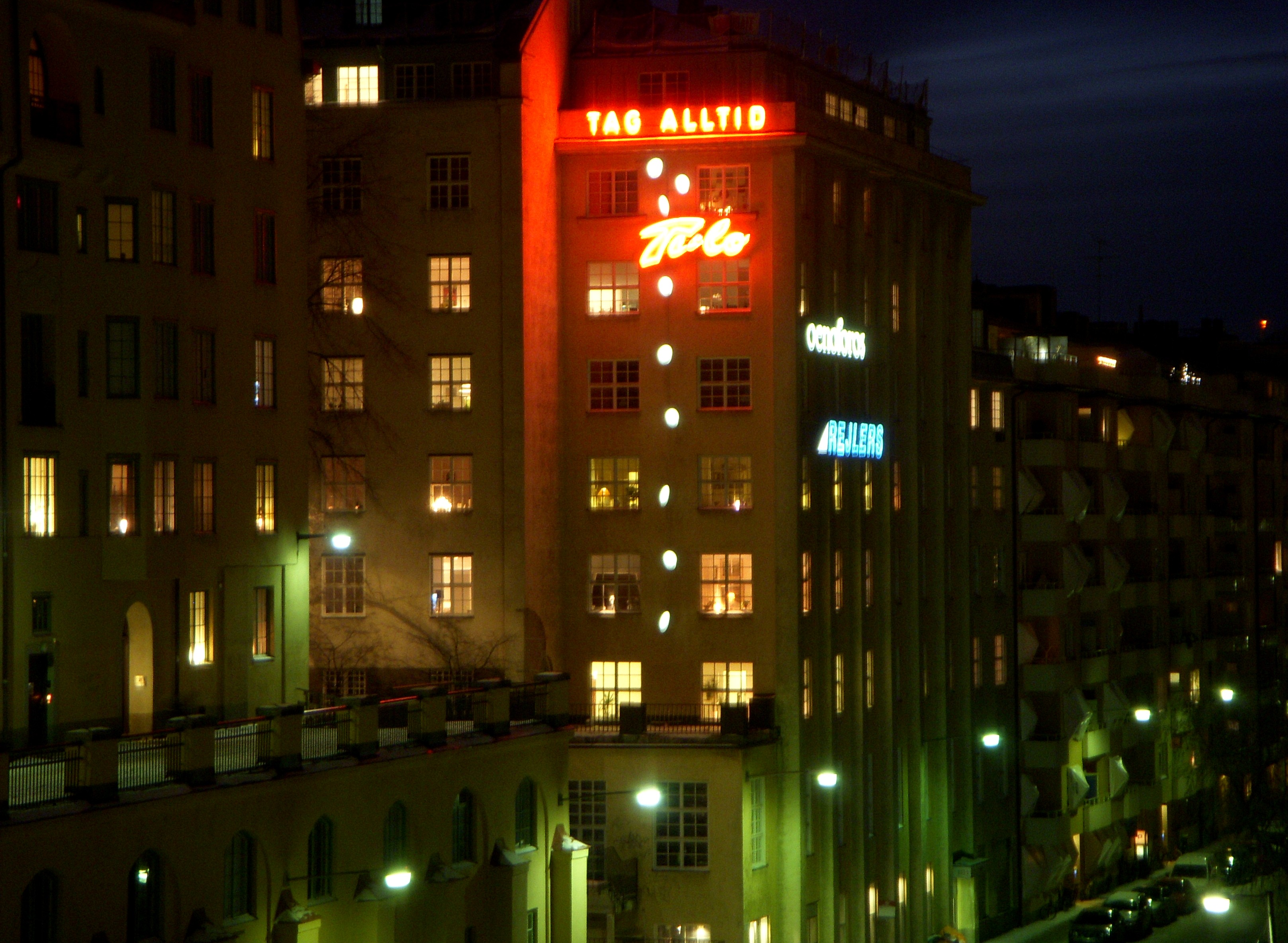
Tuloskylten nattetid 2010.

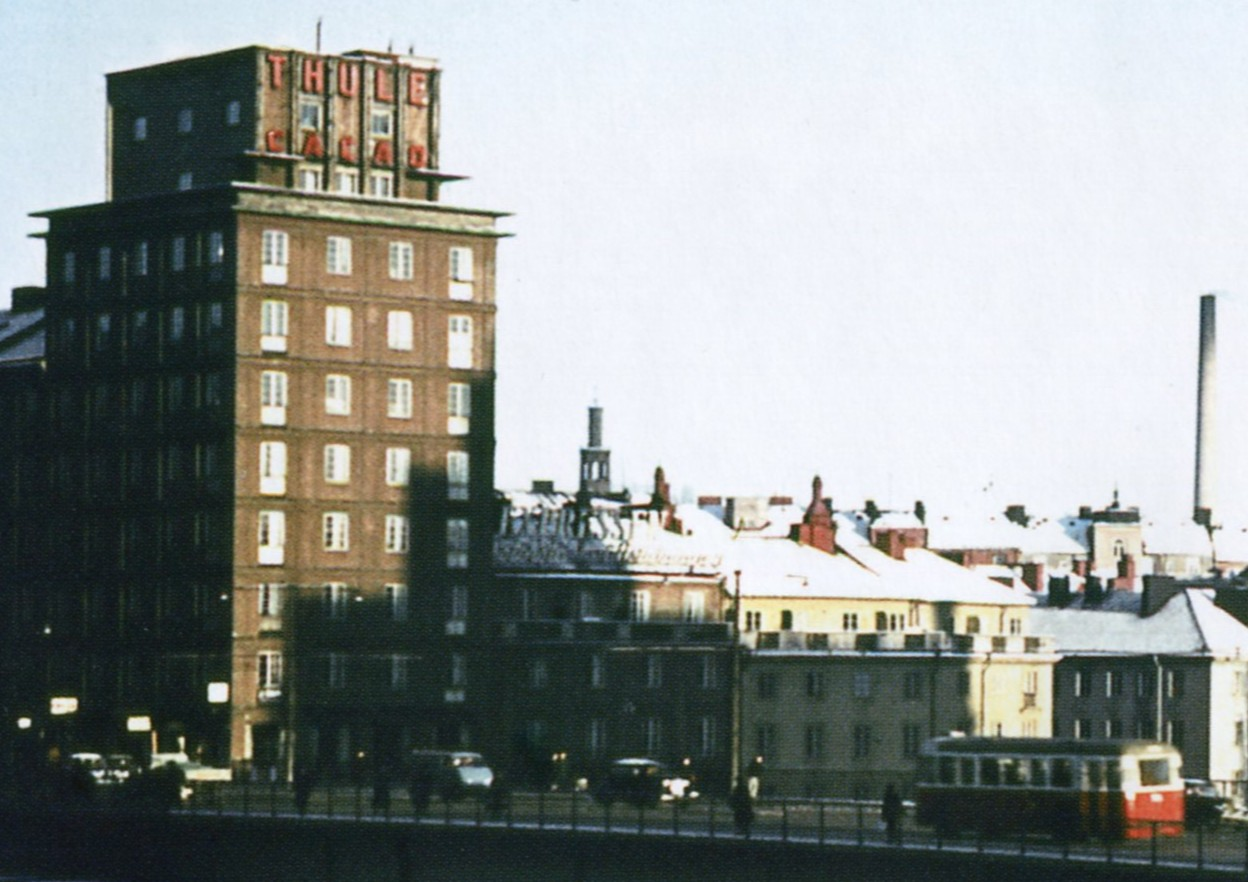
S:t Eriksgatan 64, Tuloreklam 1953.

Reklamskylten i neon monterades 1955 på fasaden till chokladfabriken Thules fastighet vid Fridhemsgatan nära södra sidan av S:t Eriksbron. Choklad-Thule eller AB Förenade Chokladfabrikerna, som det korrekta namnet var, kom 1926 till Kungsholmen, då fabriksbyggnaden uppfördes.
Först fanns bara texten "Tag alltid Tulo", men också ett par element som är borta idag: ljusdekoration löpte längs med husets pilastrar, och två björnar höll en klocka högst upp på taket, allt utfört i neonrör. År 1958 kompletterades den med de nio halstabletterna som trillar ner för fasaden genom att de tänds en och en i taget. Skylten designades av reklamarkitekt Kurt Gene och tillverkades av Grahams Neon med fabrik på Kungsholmen.
I början av 1990-talet gick skylten sönder och den nya ägaren Cloetta bestämde sig till en början för att inte reparera skylten. Detta väckte starka känslor hos en journalist på Dagens Nyheter som skrev en skarpt kritisk artikel om att "chokladgubbarna i Ljungsbro" inte förstod att skylten var en del av stadsbilden. Andra media hängde på uttalandet och vissa talade till och med om godisbojkott. Stockholms kulturnämnd bestämde sig för att avsätta 10 000 kronor i bidrag för att låta renovera skylten och då bytte Cloetta inställning och tillförde 65 000 kronor. Därmed kunde neonskylten återställas, vars renovering utfördes av Focus Neon. 
Högt uppe på taket mot Karlbergssjön stod från början även "Tag Tulo i tid!" och över de två nedersta tabletterna fanns ursprungligen en tilläggstext som löd "Choklad-Thule"; de kom inte upp igen. Mitt under Vattenfestivalen tändes åter skylten den 7 augusti 1996.
I sammanhanget kan nämnas att Choklad-Thule hade olika reklamskyltar på den nordöstra tornbyggnaden (Sankt Eriksgatan 64) intill Sankt Eriksbron. År 1953 stod där exempelvis "THULE CACAO", senare "Tag Tulo – Den lilla halsläkaren" tillsammans med nio halspastiller. År 1988 ändrades texten till "Tag Tulo i tid" utan pastiller och 2005 togs reklamen ner för gott i samband med en fasadrenovering.
I oktober 2011 röstades skylten fram av stockholmarna i tävlingen Lysande skylt, som Stockholms snyggaste klassiska neonskylt, med nästan 50 procent av rösterna.
År 2021 var skylten i fara igen. Nu ville bostadsrättsföreningen Bojen 14, som äger fastigheten där skylten är monterad, att Cloetta skulle bekosta en totalrenovering av skylten. Cloetta sa först att de inte ville finansiera renoveringen då varumärket Tulo inte längre används. Efter att detta uppmärksammats i lokalmedier ändrade sig Cloetta, och har nu förbundit sig till att bekosta en renovering och drift av skylten.
Sedan november 2021 sitter åter Tulo-skylten på plats.